# Symfonie nr. 15 (Sjostakovitsj)
Dmitri Sjostakovitsj componeerde zijn Symfonie nr. 15 opus 141 in A-majeur gedurende 1971 tijdens een verblijf in het kuuroord Repino. Het is zijn laatste voltooide symfonie. In zijn latere carrière schreef hij enkel nog liederen een set daarvan is de suite op gedichten van Michelangelo. Sjostakovitsj heeft deze later georkestreerd (Op.145a). Hij zei later zelf over dit werk dat het zijn “16e symfonie is, in alles behalve naam”. De 15e symfonie blijft dus de laatste grote symfonische uiting van de componist.

## Compositie
De compositie bestaat uit vier delen:
1. Allegretto (ca. 8 minuten)
2. Adagio – Largo - Adagio - Largo (ca. 16 minuten)
3. Allegretto (ca. 4 minuten)
4. Adagio – Allegretto - Adagio - Allegretto (ca. 16 minuten)

De symfonie valt op door zijn vele muzikale citaten, van onder meer Gioacchino Rossini, Richard Wagner, Michail Glinka maar ook van Sjostakovitsj zelf.
Van Rossini citeert hij een gedeelte uit de Ouverture Wilhelm Tell. Richard Wagner komt aan bod met de treurmuziek uit Siegfried en een leidmotief uit Tristan en Isolde. Een aantal malen citeert uit Sjostakovitsj' eigen Vierde Symfonie.
In de inleiding van deel 8 van de Verzamelde Werken van Sjostakovitsj, dat in 1980 verscheen, schrijft de componist dat het eerste deel 'de jeugd beschrijft - gewoon een speelgoedwinkel met een wolkenloze hemel erboven'. In zijn Memoires zegt hij dat het werk 'gebaseerd is op motieven van Tsjechov... een groot deel van de Vijftiende heeft te maken met De zwarte monnik, hoewel het een volkomen onafhankelijk werk is'.

### Deel 1
De symfonie begint met een dubbele slag op het glockenspiel, waarop de dwarsfluit antwoordt. Dit spel ontwikkelt zich tot een prelude totdat het gehele orkest wordt ingeschakeld. Net als in zijn 14e symfonie gebruikt de componist niet de volledige bezetting van het symfonieorkest. Telkens is er sprake van een solist of solistengroep. Slechts enkele maten speelt het orkest tutti. In deel 1 komen zowel het citaat van Rossini als Wagner voor.

### Deel 2
Het largo begint met een koraal in het koper. Aansluitend daarop een solo voor de cellist in een twaalftonenreeks; dan weer terug naar het koraal. Later volgt een trage en sombere trombonesolo, die wordt gevolgd door allerlei plechtstatige motieven.

### Deel 3
Deel 3 begin met een inleiding van de fagotten, gevolgd door een groteske dans van afwisselend andere houtblazers en de strijkers, steeds onderbroken door trompetten en gemarkeerd door het woodblock. In dit deel komt de muzikale handtekening van de componist voorbij, het zogenaamde DSCH-motief.

### Deel 4
Na een lange passage van zachte strijkmuziek ontwikkelt de muziek zich met verschillende blazergroepen en morse-achtige paukenritmen. Het deel wordt onderbroken door een aan andere symfonieën herinnerende groeiende crisis die in een berustende strijkerspassage overgaat. Opvallend is het gebruik van allerlei klikklakkende slaginstrumenten aan het einde, als een gedroomde winkel vol levend speelgoed dat ten slotte met een opgeruimd majeurakkoord en één finale glockenspielslag tot stilstand komt.

## Première
De première van de 15e symfonie werd gegeven in Moskou, door het Sovjet Radio-orkest onder leiding van de zoon van de componist, Maksim Sjostakovitsj. De première in de Verenigde Staten vond ook in 1972 plaats, onder Eugene Ormandy.

## Bron en discografie
- Uitgave Decca: London Philharmonic Orchestra met Bernard Haitink als deel van een uitgave van alle symfonieën van Sjostakovitsj;
- opname van de Amerikaanse première;
- er zijn verder tientallen uitvoeringen op de plaat vastgelegd; uit historisch oogpunt wordt vaak de uitvoering onder leiding van Kirill Kondrasjin aangeraden.

Nr. 1 in f mineur · Nr. 2 in B majeur, "Oktober" · Nr. 3 in Es majeur, "De eerste mei" · Nr. 4 in c mineur · Nr. 5 in d mineur · Nr. 6 in b mineur · Nr. 7 in C majeur, "Leningrad" · Nr. 8 in c mineur · Nr. 9 in Es majeur · Nr. 10 in e mineur · Nr. 11 in g mineur, "Het jaar 1905" · Nr. 12 in d mineur, "Het jaar 1917" · Nr. 13 in bes mineur, "Babi Yar" · Nr. 14 · Nr. 15 in A majeur